# Scaris atrata
Scaris atrata är en insektsart som beskrevs av Freytag och Delong 1982. Scaris atrata ingår i släktet Scaris och familjen dvärgstritar. Inga underarter finns listade i Catalogue of Life.